# Nanotecnologia

Buckminsterfullerene C60

La nanotecnologia è un ramo della scienza applicata e della tecnologia che si occupa del controllo della materia su scala dimensionale nell'ordine del nanometro, ovvero un miliardesimo di metro (in genere tra 1 e 100 nanometri) e della progettazione e realizzazione di dispositivi in tale scala. Il termine "nanotecnologia" indica genericamente la manipolazione della materia a livello atomico e molecolare e, in particolare, si riferisce a lunghezze dell'ordine di pochi passi reticolari.

## Storia

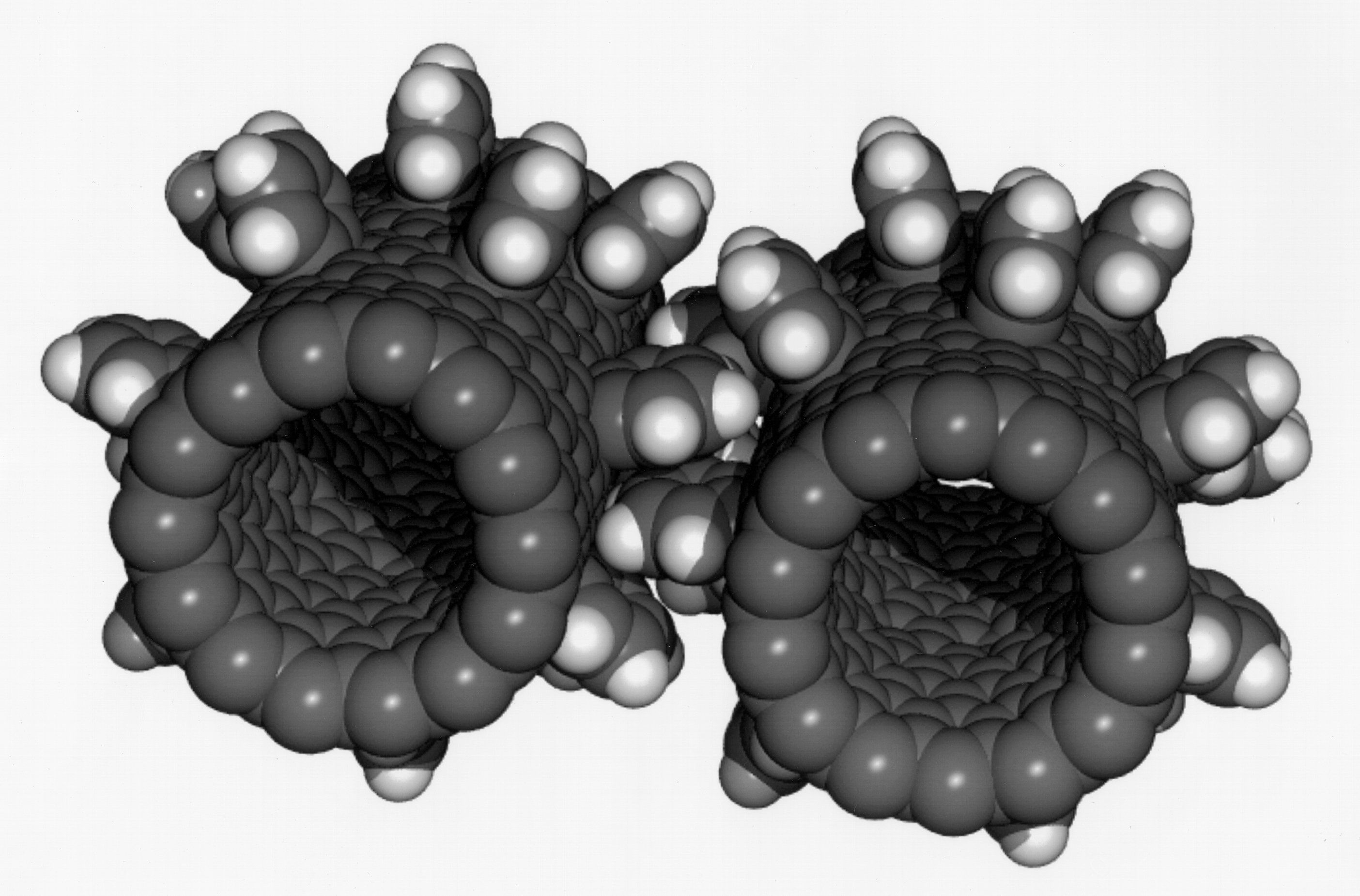
Rappresentazione al computer di un "ingranaggio" di dimensione nanometrica

Il primo riferimento alla nanotecnologia (non utilizzando ancora questo termine) risale al discorso tenuto da Richard Feynman nel 1959, intitolato There's plenty of room at the bottom.
Feynman suggerì un modo per sviluppare l'abilità di manipolare atomi e molecole direttamente, il cosiddetto scale-down. Il metodo consisteva nel progettare una serie di macchine utensili in scala 1:10, quindi utilizzarle per sviluppare e controllare la generazione successiva di utensili, in scala 1:100, e così via. Con il ridursi delle dimensioni, era necessario ridisegnare alcuni utensili, a causa del fatto che il rapporto tra le varie forze era cambiato (ovvero veniva meno la condizione di similitudine dinamica). Per dimensioni sempre minori, infatti, il contributo della gravità diventa sempre meno preponderante, mentre diventa determinante il contributo della tensione superficiale e delle forze di Van der Waals. Feynman tenne conto di tutti questi problemi di scala durante il suo discorso.
Il termine nanotecnologia fu coniato da Kim Eric Drexler, che lo utilizzò nel suo libro del 1986 Engines of Creation: The Coming Era of Nanotechnology. Nel quarto capitolo, Drexler introduce il concetto di autoreplicazione. Come le cellule costruiscono copie di sé per riprodursi, così anche i robot molecolari progettati dall'uomo potrebbero autoreplicarsi. Come conseguenza, si avrebbe che dopo gli investimenti iniziali sulla progettazione e costruzione del primo robot molecolare capace di auto-replicazione, i costi dei successivi robot sarebbero trascurabili. Questi stessi robot con capacità generiche (chiamati assemblatori) potrebbero quindi costruire oggetti più specializzati, utilizzando come materie prime per la produzione: atomi, energia, il progetto software e il tempo.

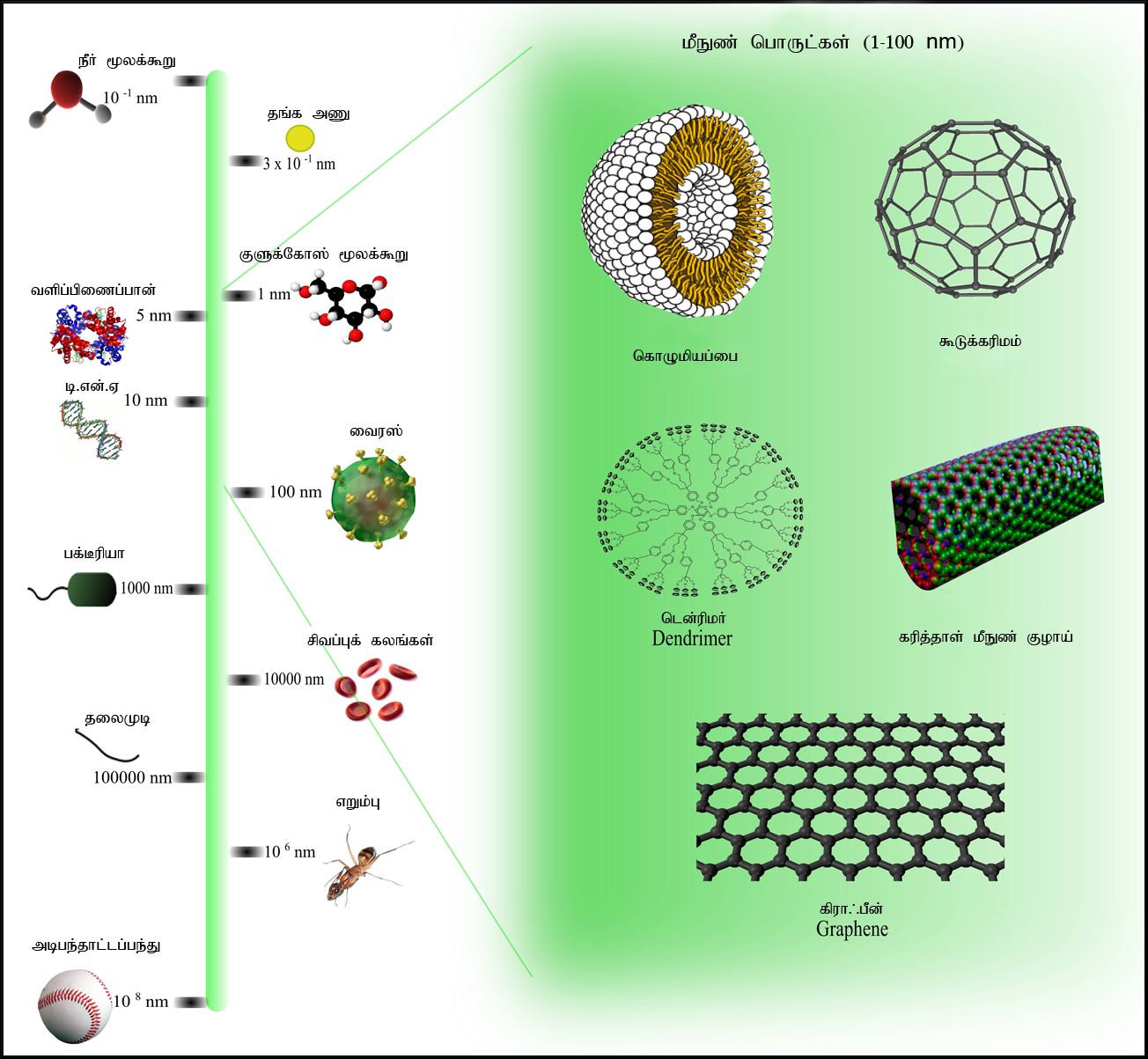
Comparazione a varie scale spaziali dei materiali in carbonio con altri oggetti fisici

Ralph Merkle ha comparato l'approccio della chimica con le nanotecnologie al tentativo di manipolare dei mattoncini assemblabili indossando dei guanti da pugilato: infatti prima dell'avvento della nanotecnologia mancavano strumenti che permettessero di posizionare un particolare atomo in una determinata posizione (in modo da legarsi con un altro atomo scelto non a caso), per cui l'unica possibilità era nel processare un elevato numero di atomi, in modo che ci fosse una certa probabilità statistica di ottenere il risultato sperato. Infatti da una particolare reazione chimica, si ottengono in genere parecchie specie di prodotti atomici diversi. Una reazione chimica deve essere quindi seguita da un processo di filtraggio fisico, in modo da estrarre le specie a cui si è interessati, separandole dalle altre specie.
Al contrario, i processi nanotecnologici presentano una selettività maggiore rispetto alle metodologie tradizionali. Lo sviluppo della nanotecnologia è legata al processo di scansione ad effetto di sonda, originariamente sviluppata come forma di microscopia avanzata sotto il nome di microscopio ad effetto tunnel, e successivamente affinata fino a produrre una gran varietà di strumenti che sono in grado di sondare la materia con risoluzioni superiori al miliardesimo di metro e con la possibilità di interagire con un singolo atomo (ad esempio traslandolo a piacere su una superficie o fissandolo ad essa).
Nonostante i progressi svolti nella produzione di computer, nella miniaturizzazione dei circuiti e nella manipolazione di singoli atomi, la costruzione di nanomacchine rimane fino al 2009 allo stadio embrionale. Le ricerche in questo campo hanno portato allo sviluppo di software di simulazione (come NanoCAD).

## Descrizione

### Applicazioni

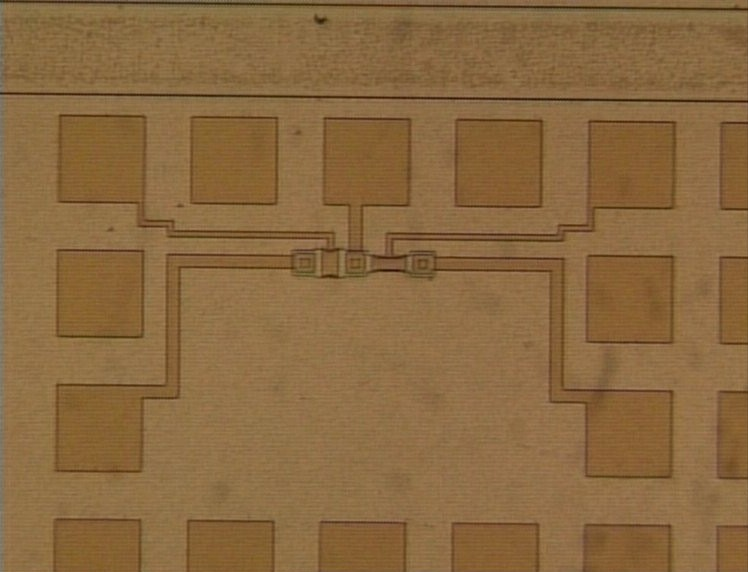
Microelettronica utilizzante elementi della nanotecnologia

La nanotecnologia opera in un ambito d'investigazione multidisciplinare, coinvolgendo molteplici indirizzi di ricerca, tra cui: biologia molecolare, chimica, scienza dei materiali, fisica (sia applicata che di base), ingegneria meccanica, ingegneria chimica ed elettronica, bioingegneria. Può essere vista sia come un'estensione delle scienze esistenti sulla scala nanometrica, che come un loro "riadattamento".
Due sono gli approcci principalmente seguiti in questo ambito:
- approccio bottom-up (dal basso verso l'alto): i materiali e i dispositivi sono realizzati partendo da componenti molecolari che si auto-assemblano tramite legami chimici, sfruttando principi di riconoscimento molecolare (chimica supramolecolare);
- approccio top-down (dall'alto verso il basso): i dispositivi sono fabbricati da materiali macroscopici attraverso un attento controllo dei processi di miniaturizzazione a livello atomico.

### Nanomacchine realizzate
Il motore molecolare a luce più veloce esistente "Sunny", capace di 60 000 giri al minuto, è stato progettato all'Università di Bologna dalla squadra del professore Vincenzo Balzani e pubblicato sulla rivista statunitense Proceedings of the National Academy of Sciences. Il motore è composto da una molecola filiforme di circa 6 nm, che funziona da asse di scorrimento per una molecola circolare del diametro di 1,3 nm. Alla messa a punto di Sunny hanno partecipato Alberto Credi, Margherita Venturi e lo staff di Fraser Stoddart dell'Università della California a Los Angeles. Più o meno lo stesso gruppo che già nella primavera del 2004 aveva annunciato un'altra nanomacchina, un ascensore chiamato "Nanospider" per la sua forma ad aracnide.

### Evoluzione tecnologica dal 1995 al 2003
Riguardo alle fonti dei dati fanno testo sia la rivista Nature Nanotechnology dell'anno 2006, sia le informazioni provenienti dall "Office Européen des Brevets" (EPO) sul numero di brevetti consegnati: 
| Anno                          | 1995 | 2000 | 2003 |
| ----------------------------- | ---- | ---- | ---- |
| Numero di brevetti per l'anno | 950  | 1600 | 2600 |

### Evoluzione delle conoscenze fondamentali tra il 1989 e il 2000
Prendendo in esame l'evoluzione delle caratteristiche delle pubblicazioni scientifiche, un articolo utilizzante metodi descrittivi di processi a sfondo nanotecnologico consente di migliorare anche a livello divulgativo e conoscitivo la pubblicazione nanotecnologica e quindi l'opinione pubblica riceve un'informazione più corretta:
| Periodo                  | 1989-1990 | 1991-1992 | 1993-1994 | 1995-1996 | 1997-1998 | 1999-2000 |
| ------------------------ | --------- | --------- | --------- | --------- | --------- | --------- |
| Pubblicazioni diffuse    | 1000      | 10000     | 20000     | 35000     | 55000     | 80000     |
| Innovative pubblicazioni | 1000      | 9000      | 10000     | 15000     | 20000     | 25000     |

### Ulteriori possibili impatti
Il possibile impatto della nanotecnologia sull'economia e sulla legge è stato ampiamente dibattuto. Le nanotecnologie presentano inoltre dei grossi rischi: infatti, potrebbero permettere di costruire armi convenzionali più distruttive ad un costo ridotto e armi di distruzione di massa che si auto-replicano (come fanno i virus e le cellule cancerose quando attaccano il corpo umano).
Le nanotecnologie applicate alla medicina si occupano di tutte quelle conoscenze e applicazioni che abbiano un utilizzo medico e farmacologico nell'ordine di grandezza dei nanometri. Gli approcci nanotecnologici, in questo settore, vanno dall'uso medico dei nanomateriali, alla formulazione di nuovi sistemi per la somministrazione dei farmaci, ai biosensori nanotecnologici, al possibile utilizzo, nel medio periodo, della nanotecnologia molecolare. Molte sono le ricerche sperimentali per la produzione e la caratterizzazione di nanoparticelle che ricoperte con polimeri biocompatibili possano diventare dei vettori efficienti da utilizzare nel drug delivery. Il drug delivery è lo sviluppo di sistemi alternativi di indirizzamento dei farmaci nell'organismo, avente l’obiettivo di circoscriverne l'effetto biologico su una determinata tipologia di cellule, migliorando l'efficacia e riducendo la tossicità di una terapia.
Un'altra possibile applicazione delle nanotecnologie è la nebbia utile, nella quale una nuvola di microscopici robot connessi (più semplici degli assemblatori) cambierebbe la propria forma e le sue proprietà per formare oggetti o strumenti macroscopici diversi, rispondendo a comandi inviati da un software. Invece di modificare le attuali pratiche di consumare beni materiali in forme differenti, la nebbia utile sostituirebbe semplicemente la maggior parte degli oggetti fisici.
Visti questi pericoli, l'istituto Foresight (fondato da Drexler per preparare l'arrivo delle future tecnologie) ha realizzato una serie di principi per lo sviluppo etico della nanotecnologia. Essi includono la proibizione di pseudo-organismi autoreplicanti (perlomeno sulla superficie della Terra e forse anche in altri ambienti). Per l'Italia, si veda il documento approvato, nel 2006, dal Comitato nazionale per la bioetica.

### Opinioni divergenti
Nel 2008, un'indagine condotta dall'Università del Wisconsin in 13 nazioni Europee e negli USA ha registrato le opinioni degli abitanti sulle nanotecnologie e le ha comparate con il livello di religiosità degli intervistati. Dall'indagine è emersa una evidente maggiore cattiva predisposizione da parte degli abitanti professanti una fede religiosa. In Europa le Nazioni più contrarie alle nanotecnologie sono state l'Italia e l'Irlanda, mentre in quelle più favorevoli sono apparse i Paesi Bassi ed il Belgio.
È da rilevare che le tematiche affrontate toccavano argomenti molto discussi come ad esempio l'OGM biologico, informazione e quindi anche le microapparecchiature informatiche e telematiche (internet) e così via. Indubbiamente sono state toccate questioni etiche e morali che influenzano in modo sempre più pervasivo molti aspetti della vita quotidiana.
Secondo l'opinione di alcuni esperti, chiamati in causa, Carlo Bottani sostiene che «più che la fede ad agire è il substrato culturale, che conduce al rifiuto della scienza»; secondo Edoardo Boncinelli, invece l'Italia è sin troppo prudente e la scienza viene bistrattata e manca una cultura della ricerca e del brevetto; secondo il teologo Vito Mancuso il pericolo può nascere quando si voglia alterare anche "il nucleo minimo della personalità" a vantaggio di una maggiore efficienza fisica, con la conseguenza di essere più belli ma diversi dall'io originario.

## Narrativa
Drexler e altri hanno contribuito alle idee della nanotecnologia con altri due libri, Unbounding the Future: the Nanotechnology Revolution  (Liberare il futuro: la rivoluzione nanotecnologica) e Nanosystems: molecular machinery, manufacturing, and computation  (Nanosistemi: macchine, fabbriche e computazioni molecolari). Il primo è un libro divulgativo che introduce alle idee della nanotecnologia, in un modo non troppo tecnico. Il secondo è invece un'analisi dettagliata di numerosi possibili meccanismi nanotecnologici, con un'analisi scientifica della possibilità di costruirli e delle loro capacità. Un altro libro da segnalare nello stesso filone è Nanomedicine di Robert Freitas.
La nanotecnologia è anche diventata un tema prominente nella fantascienza  Nanotechnology in Science Fiction Home Page, su geocities.com (archiviato dall'url originale l'11 agosto 2006).
Tra gli esempi, si citano i Borg di Star Trek, che utilizzano nanosonde per l'assimilazione; la nanomacchina a difesa di un tesoro nel film anime Lupin III - Dead or Alive: Trappola mortale, anche in Cowboy Bebop - Il film si parla di un potente virus creato con nanomacchine; le nanomacchine sono utilizzate per la ricostruzione dei corpi nel manga"Alita" di Yukito Kishiro (1990); il protagonista del telefilm Jake 2.0 che infettato dai naniti acquista dei superpoteri; i romanzi L'era del diamante (The Diamond Age) di Neal Stephenson, Microgenesi (Bloom) di Wil McCarthy, Preda di Michael Crichton.
Tutta questa narrativa tratta dei pericoli potenziali dell'ingegneria molecolare, ma in modo più o meno rassicurante; ad esempio, persino l'ecofagia è considerata un evento a cui si può sopravvivere. Alcuni critici hanno comparato questi libri a quelli della cosiddetta fantascienza post apocalittica, che supponeva possibile o perfino desiderabile la sopravvivenza dopo una guerra nucleare globale.
Nella serie Knight Rider, KITT (Knight Industries Three Thousand) utilizza la nanotecnologia per autoripararsi e cambiare aspetto.
Nel film Transcendence la nanotecnologia viene presentata come capace di ricomporre tanto edifici quando tessuti umani istantaneamente, al punto che, alla fine, i protagonisti decidono di rinunciare a questo tipo di progresso piuttosto che vivere in un mondo simile.
Nel film Ultimatum alla Terra la distruzione del nostro pianeta avviene potenzialmente grazie a nanomacchine che possiedono una intelligenza "coloniale" (tèrmiti, formiche, etc) in grado non solo di sminuzzare qualsiasi materiale a livello molecolare ma anche di moltiplicarsi con un processo di automontaggio.
Nel film Avengers: Infinity War, la nuova armatura "Bleeding Edge" di Tony Stark, alias Iron Man, segue la meccanica dell'utility fog nel suo funzionamento. Nello stesso film, Tony Stark donerà a Peter Parker, alias Spiderman, un nuovo costume (denominato Iron Spider), composto dalla medesima tecnologia, che il ragazzo userà per affrontare Thanos. Parker utilizzerà l'Iron Spider anche nei film Avengers: Endgame, Spider-Man: Far from Home e Spider-Man: No Way Home.